# 浜本純逸
浜本 純逸（はまもと じゅんいつ、1937年（昭和12年）11月28日 - ）は、日本の教育学者、国語教育学者。神戸大学名誉教授。  

## 来歴
愛媛県今治市生まれ。1960年広島大学教育学部卒業、1962年同大学大学院教育学研究科修士課程修了、1967年同大学院博士課程単位取得退学。1969年福岡教育大学講師、1971年同助教授、1979年神戸大学教育学部教授。1984年「ロシア・ソビエトにおける文学教育の成立と発展に関する研究」で広島大学教育学博士。2001年神戸大学を定年退官、名誉教授、鳥取大学教育学部教授。2003年早稲田大学教育学部特任教授。
1981年石井賞（全国大学国語教育学会）、1998年大村はま賞（大村はまの会）、2002年教育研究賞（日本教育研究連合会）をそれぞれ受賞した。

## 著書
- 『戦後文学教育方法論史』明治図書出版、1978
- 『うばら三年』教育企画コヒガシ、1992
- 『文学を学ぶ・文学で学ぶ』東洋館出版社、1996、シリーズ・国語教育新時代
- 『国語科新単元学習論』明治図書出版、1997、国語科新単元学習による授業改革
- 『遠くを見る ことばと学び・四十年』教育企画コヒガシ、2001
- 『文学教育の歩みと理論』東洋館出版社、2001
- 『本居宣長の国語教育 「もののあはれをしる」心を育てる』溪水社、2004
- 『国語科教育の未来へ 国語科・日本語科・言語科』溪水社、2008
- 『ロシア・ソビエト文学教育史研究』溪水社、2008
- 『国語科教育総論』溪水社、2011

### 共編著
- 『福岡県国語教育史研究』編著、渓水社、1980
- 『文学教材の実践・研究文献目録 1976年10月～1981年9月』浜本宏子共編、渓水社、1982
- 『作品別文学教育実践史事典』共編、明治図書出版、1983
- 『作品別文学教育実践史事典 第2集 中学校・高等学校編』松崎正治共編、明治図書出版、1987
- 『作品別文学教育実践史事典 第2集 小学校編』今林久、東和男共編、明治図書出版、1988
- 『現代国語教育論集成、時枝誠記』編集、明治図書出版、1989
- 『小学校語彙指導の活性化』編、明治図書出版、1990、授業への挑戦
- 『中学校語彙指導の活性化』編、明治図書出版、1990、授業への挑戦
- 『国語科新単元学習の構想と授業改革』井上一郎共編、明治図書出版、1994、授業への挑戦
- 『現代若者方言詩集 けっぱれ、ちゅら日本語』編、大修館書店、2005
- 『国語教育文献総合目録 1958(昭和33)年～2007(平成19)年』編、溪水社、2008

### 記念論集
- 『国語科の実践構想 授業研究の方法と可能性 神戸大学教授浜本純逸先生退官記念論集』井上一郎編、東洋館出版社、2001
- 『国語教育を国際社会へひらく 浜本純逸先生退任記念論文集』溪水社、2008